# Czerwińsk nad Wisłą
Czerwińsk nad Wisłą ist eine Stadt im Powiat Płoński der Woiwodschaft Masowien in Polen. Sie hat etwa 1200 Einwohner und ist Sitz der gleichnamigen Stadt-und-Land-Gemeinde mit 7608 Einwohnern (Stand 31. Dezember 2020). Czerwińsk liegt nördlich von Sochaczew an der Weichsel.

## Geschichte

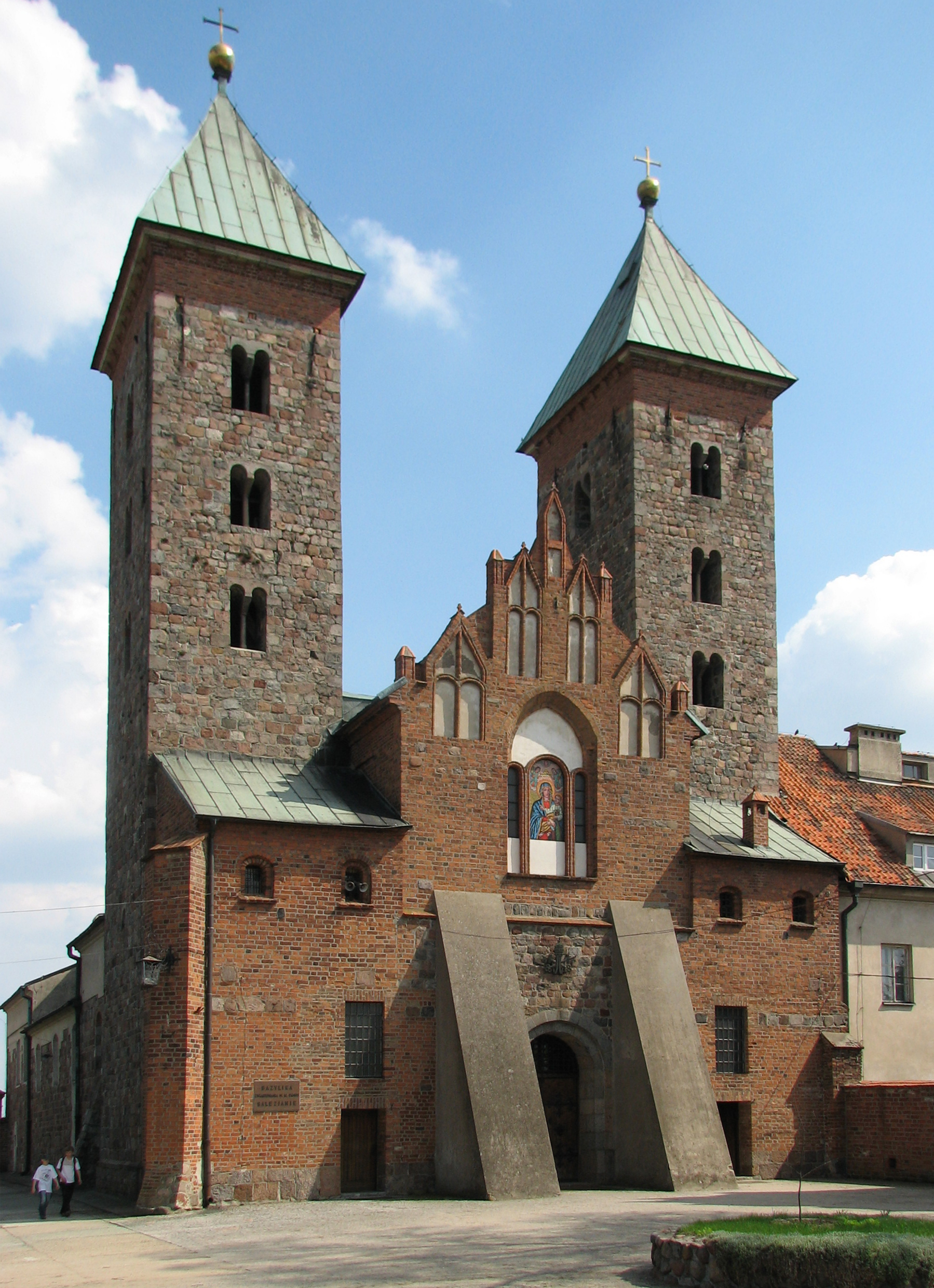
Klosterkirche

Der Marktflecken in Masowien wurde im 11. Jahrhundert im Privileg für die Benediktinerabtei in Mogilno im Jahr 1065 erstmals erwähnt. Er gehörte seit 1075 dem Bischof von Plock. Vor 1155 wurde die Regularkanonikerabtei (Cervenscum) von Bischof Alexander von Plock (1129–1156) gegründet. Die Herkunft der Kanoniker ist in der Literatur umstritten, möglich sind Lateran, Arrouaise, St-Victor in Paris, wahrscheinlich St. Aegidius in Lüttich.
Die kunsthistorisch bedeutende Klosterkirche wurde im zweiten Viertel des 12. Jahrhunderts errichtet. Nach der Gründung der Abtei gehörte Czerwińsk je zur Hälfte dem Abt und dem Bischof von Plock. Der bischöfliche Teil erhielt 1373, der klösterliche 1582 Stadtrecht. 1410 vereinigte sich in Czerwińsk das polnisch-litauische Heer auf dem Weg zur Schlacht bei Tannenberg. 1422 erhielt in Czerwińsk der polnische Adel ein wichtiges Privileg, das eine Beschlagnahme seiner Güter ohne Gerichtsurteil verbot.
1870 verlor Czerwińsk seine Stadtrechte. Bei einer Verwaltungsreform kam der Ort 1975 an die neu gebildete Woiwodschaft Płock. Nach einer erneuten Reform und der damit verbundenen Auflösung der Woiwodschaft kam es ab 1999 zur Woiwodschaft Masowien. Zum 1. Januar 2020 erhielt Czerwińsk seine Stadtrechte wieder.

## Gemeinde
Zur Stadt-und-Land-Gemeinde (gmina miejsko-wiejska) Czerwińsk nad Wisłą gehören die Stadt selbst und 37 Dörfer mit Schulzenämtern.

## Persönlichkeiten
- Loda Halama (1911–1996), Tänzerin und Schauspielerin